# Michał Boym
Michał Piotr Boym (Leopoli, 7 novembre 1612 – Guangxi, 22 agosto 1659) è stato un missionario polacco.

## Biografia

### Le origini della famiglia

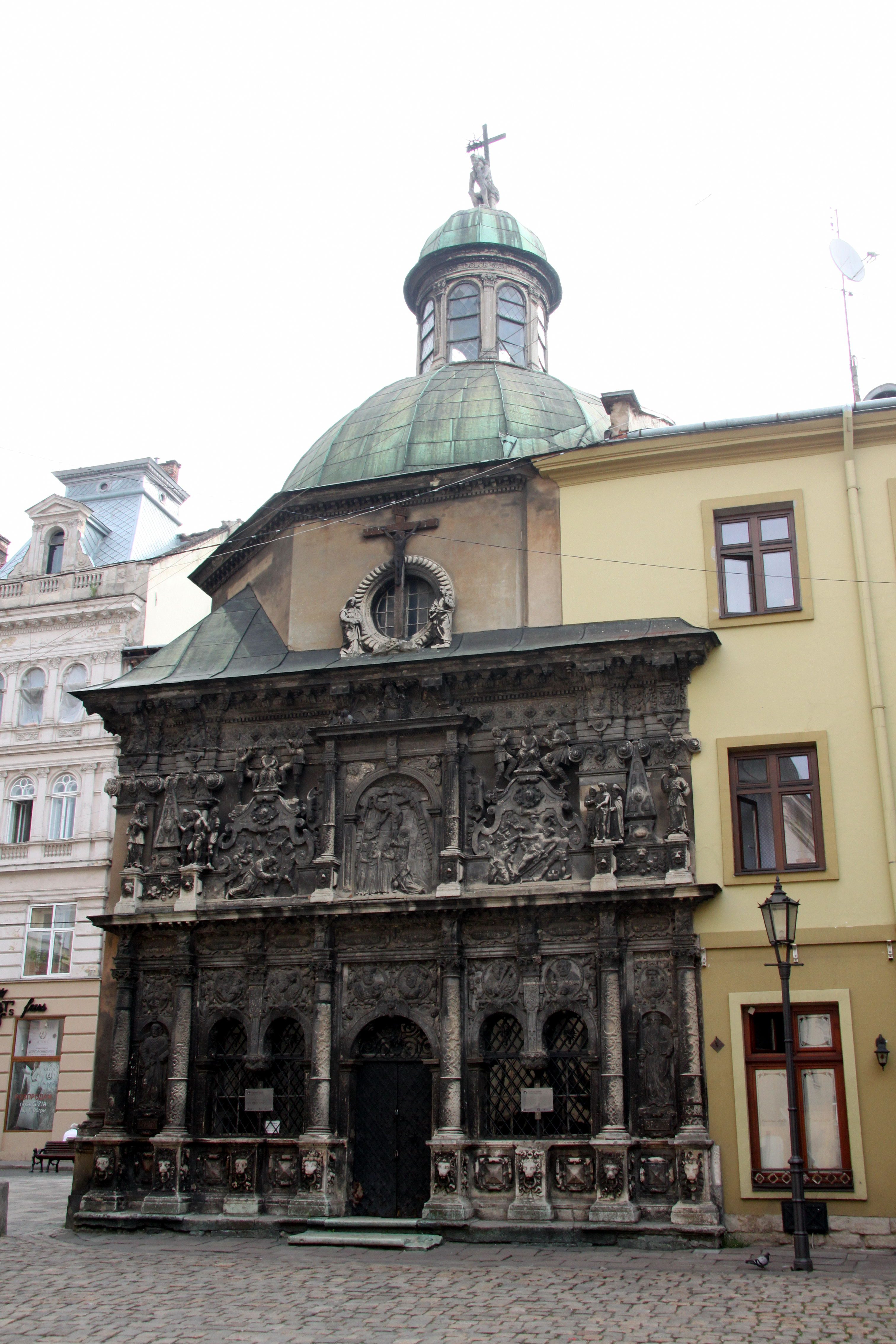
Cappella della famiglia Boym, a Leopoli. Fa parte del Centro storico di Leopoli, inserito nei patrimoni dell'umanità dell'UNESCO.
Fu costruita tra il 1609 e 1615, per ospitare le tombe dei Boym. Tuttavia, il corpo di Michał fu sepolto in un luogo di cui non si conosce l'ubicazione, situato sul confine sino-vietnamita.

Nacque a Leopoli, oggi in Ucraina e all'epoca parte della Confederazione polacco-lituana da famiglia di origini nobili e molto facoltosa.
Suo nonno, Jerzy Boym era giunto in Polonia dall'Ungheria, al seguito del nuovo sovrano Stefano I Báthory. Aveva avuto il titolo di segretario reale e aveva sposato Jadwiga Niżniowską. Suo padre, Paweł, apparteneva alla classe patrizia e accumulò una fortuna commerciando con la Francia e l'Italia. Fu consigliere cittadino e sindaco di Leopoli. Aveva studiato Medicina e Filosofia all'Università di Padova, ed era stato il medico personale del re Sigismondo III Vasa.

### Gli studi e l'ingresso nei Gesuiti
Paweł aveva sei figli maschi e una femmina. Michał Piotr era il terzogenito. Michał nacque tra il 1612 e il 1614. Su iniziativa di suo padre, che voleva che il figlio seguisse le sue orme di medico, studiò presso i Gesuiti, in particolare medicina e farmacia. A 17 anni, però decise di prendere i voti ed entrare nell'Ordine dei Gesuiti a Cracovia. Nei suoi primi anni di noviziato, si preparò al missionariato assistendo poveri e detenuti, e svolgendo attività di insegnamento religioso ai bambini. Seguì anche un corso di pedagogia a Sandomierz.
Studiò filosofia all'Università di Kalisz per tre anni. Successivamente, studiò teologia a Cracovia, frequentando la Chiesa dei Santi Pietro e Paolo.
In questo luogo c'erano diversi missionari, come Wojciech Męciński (1598-1643 missionario martire in Giappone) e Andrzej Rudomin (1596-1631), missionario in Cina.
I religiosi di Cracovia erano in contatto continuo con missionari dell'Estremo Oriente. Tra il 1627 e il 1723, furono 114 i Gesuiti polacchi che chiesero di partecipare a missioni oltreoceano, in particolare in India, Cina e Giappone.
Anche Michał Boym era molto determinato a diventare missionario in Oriente, tanto che si candidò per nove volte senza successo.
Boym non rinunciò, e finalmente, il 27 novembre 1641, il suo viaggio fu approvato da Padre Marcin Hińcza.
fu ordinato prete nel 1641, dopo aver completato la terza probazione a Jarosław. Successivamente si recò a Roma ricevendo la benedizione di Papa Urbano VIII.

### Il viaggio verso Macao e il Mozambico
Il punto di partenza per la maggior parte dei viaggi diretti nell'Estremo Oriente era Lisbona. Così Boym salpò dal Portogallo il 30 marzo 1643, diretto a Macao.
All'epoca questi viaggi avevano molte difficoltà e una durata di circa 12 mesi. Boym visitò Madeira e Capo Verde.
Dopo qualche mese, esplorò il Mozambico, nella zona del fiume Zambesi.
Dovette fermarsi per trascorrere l'inverno in Mozambico, così approfittò della situazione per effettuare ricerche nella zona. Scrisse un testo intitolato Cafraria, il nome che all'epoca era dato a quella regione. Conteneva informazioni geografiche, etnografiche e economiche, ma anche elementi di botanica, zoologia, medicina e farmacia, evidenziando la preparazione a tutto tondo del gesuita. In questo trattato erano presenti delle tavole disegnate da lui.

### L'arrivo in Asia

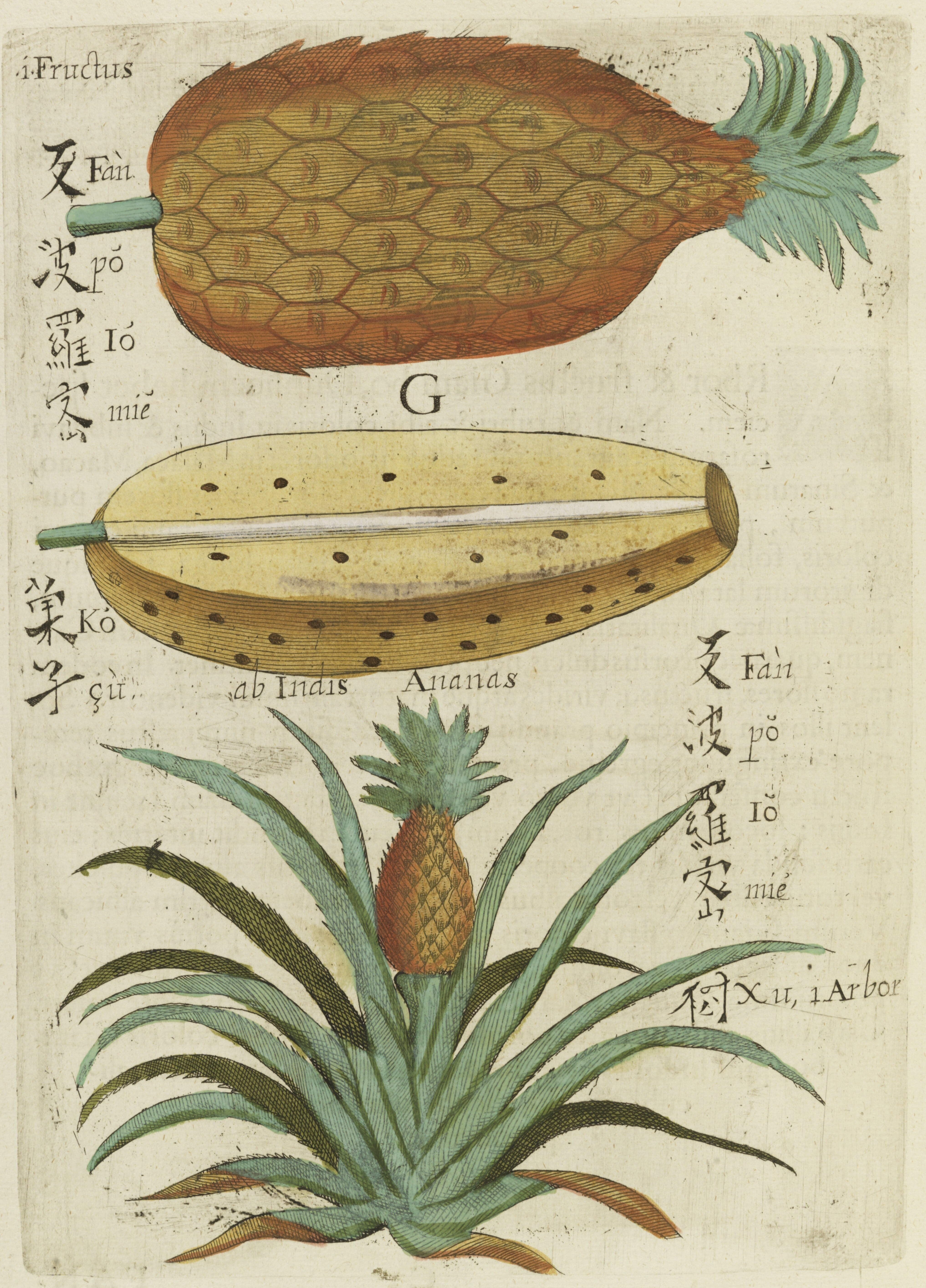
Un ananas illustrato da Boym nel Flora Sinensis

Lasciato il Mozambico, Boym arrivò a Goa, base portoghese in India. I dettagli sugli spostamenti di Boym in Asia sono ripartiti tra varie teorie. Secondo Edward Malatesta, che svolse ricerche presso l'Archivum Romanum Societatis Iesu di Roma, Boym arrivò a Macao alla fine del 1644. Qui studiò la lingua locale e inviò lettere ai Gesuiti.
Nel gennaio 1647 fu inviato a Ding'an, sull'isola di Hainan, dove rimase fino al primo novembre dello stesso anno.
A Ding'an, Boym fu autore di accurate ricerche scientifiche: iniziò la stesura del suo Atlante della Cina e di un testo medico intitolato Clavis Medica ad Chinarum Doctrinam de Pulsibus. Collezionò anche campioni vegetali per la sua opera Flora Sinensis.
Si spostò nella regione del Tonchino, in Vietnam, a causa dell'insorgere di una guerra civile dovuta all'occupazione Manciù delle province cinesi meridionali. Raggiunse la sua destinazione il 24 dicembre dopo aver viaggiato su una piccola giunca. Nel 1648 proseguì il suo viaggio in direzione di Chang'an, l'antica capitale cinese.

### La corte dei Ming

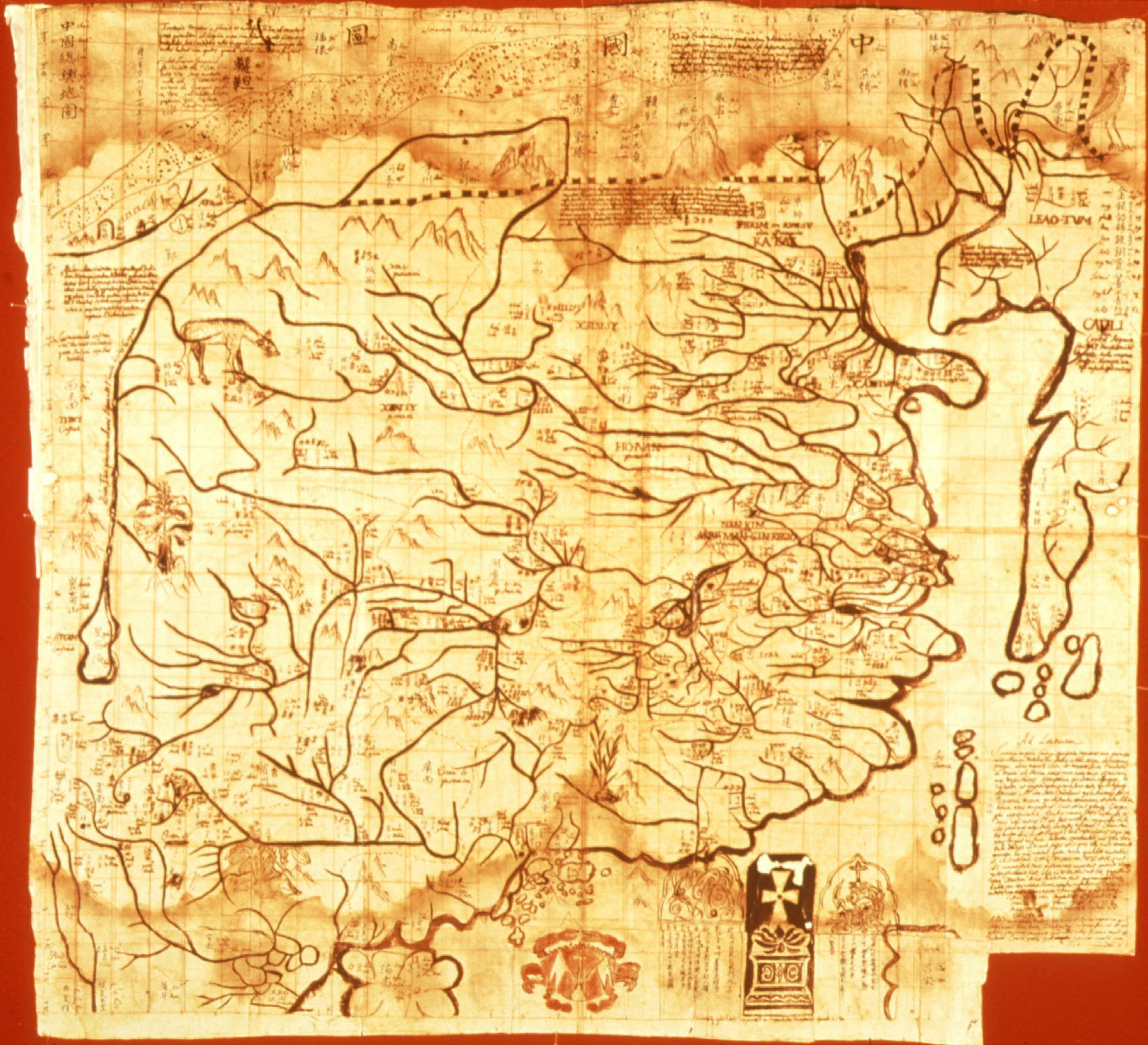
Mappa della Cina disegnata da Boym

Boym fu inviato da Padre Semedo alla corte di Yung-li, ultimo pretendente della dinastia Ming dopo l'invasione Manciù. 
In quel periodo la Cina stava cadendo sotto il controllo della dinastia Qing, proveniente da Nord, e alcuni principi dei Ming Meridionali cercarono invano di porre la loro sovranità. Tra questi vi era Yong-li, nipote di Chongzhen, ultimo sovrano riconosciuto dei Ming. 
Boym arrivò a corte tra la fine del 1649 e il 1650. Inizialmente fu incaricato di assistere Andreas Wolfgang Koffler (1603-1651) nella gestione delle conversioni al cristianesimo. Koffler era presente in quella zona a partire dal 1645 e aveva contribuito a convertire un gran numero di locali, soprattutto molti membri influenti della corte di Yong-li. Tra questi, vi erano l'eunuco di corte P'ang T'ien-shou (battezzato con il nome di Achille) e il governatore della provincia di Kwansi. Successivamente, Koffler aveva convertito la parte femminile della famiglia, come la madre di Yung-li (battezzata col nome di Anna), la moglie (battezzata col nome di Maria), l'imperatrice vedova (che era la moglie ufficiale del padre di Yung-li) e l'erede Tang-Ting (detto Costantino), dell'età di tre mesi. Incoraggiati da Koffle, l'imperatrice vedova e l'eunuco P'ang scrissero una lettera indirizzata a Papa Innocenzo X e al generale dei Gesuiti Francesco Piccolomini, in cui attestavano la loro avvenuta conversione al Cristianesimo, e chiedevano sostegno per la causa Ming di fronte ai rivali dei Qing.
Boym, che era arrivato a Chang'an da pochi mesi, fu incaricato di recarsi personalmente a Roma e portare al Papa quelle lettere, diventando di fatto rappresentante diplomatico della Santa Sede presso la dinastia Ming.
La corte Ming volle inviare un proprio corpo diplomatico a seguito di Boym, così il gesuita partì in compagnia di due delegati cristiani cinesi, detti Andreas e Joseph. Lasciarono Chang'an nel mese di novembre del 1650. Nel 1651 salparono da Macao, ma uno dei due ambasciatori, Joseph, si ammalò e fece ritorno in Cina. Boym proseguì il viaggio col diciannovenne Andreas.
I due arrivarono a Goa e scoprirono che i portoghesi avevano deciso di non sostenere più la causa dei Ming. Anche il Generale dei Gesuiti seguiva la stessa linea di pensiero, preferendo non intervenire nella politica interna e cinese, e appoggiare i Qing, che stavano avendo la meglio.
Boym così fu posto in detenzione domiciliare. Tuttavia, riuscì a evadere e proseguì il suo viaggio via terra, insieme ad Andreas.
Attraversarono il Gujarat, passando per la città di Surat. Successivamente raggiunsero Bandar Abbas, nell'odierno Iran. Proseguirono il viaggio via terra per Esfahan, Artašat in Armenia, attraversarono la Turchia fino a raggiungere Smirne, il 1º settembre 1652, da dove successivamente si imbarcarono per l'Italia.

### L'arrivo in Italia e l'incontro con il Papa

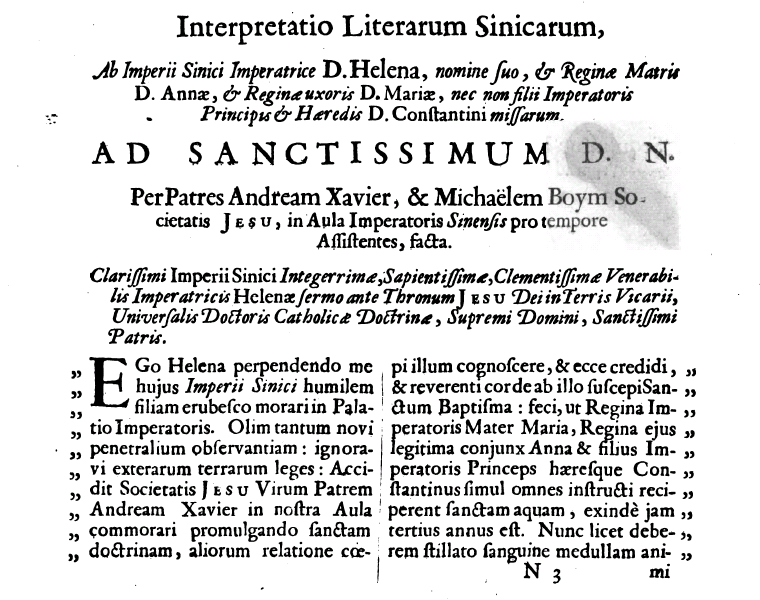
La lettera dell'imperatrice vedova Helena Wang (la "madre onoraria" dell'imperatore Yongli) destinata al papa, con una richiesta di aiuto.

Andreas e Boym arrivarono a Venezia, e il 16 dicembre 1652 vennero ricevuti dal Doge e dalla Signoria a Palazzo
ducale, nella sala del Collegio, luogo dove venivano ricevute le delegazioni provenienti dall'estero.
Boym mostrò la lettera, scritta su un lungo foglio di carta rossa da P'ang.
Fin dal XIV secolo, i veneziani erano abituati a ricevere delegazioni dall'Oriente, come ottomani, persiani e giapponesi.
I veneziani donarono ad Andreas due vesti di seta e altri regali, per un valore di 100 ducati. Gli fecero visitare il Tesoro di San Marco e il resto della città a bordo di una gondola. Boym lo accompagnò anche in veste di interprete.
Nel 1652 i due arrivarono a Roma, ma il Papa Innocenzo X non aveva interesse a ricevere ambasciatori cinesi. Restarono nella capitale italiana per tre anni, fino al 1655, quando Innocenzo X morì e salì al soglio pontificio Papa Alessandro VII, che ricevette la delegazione proveniente dalla Cina.

### Il ritorno in Asia e la morte

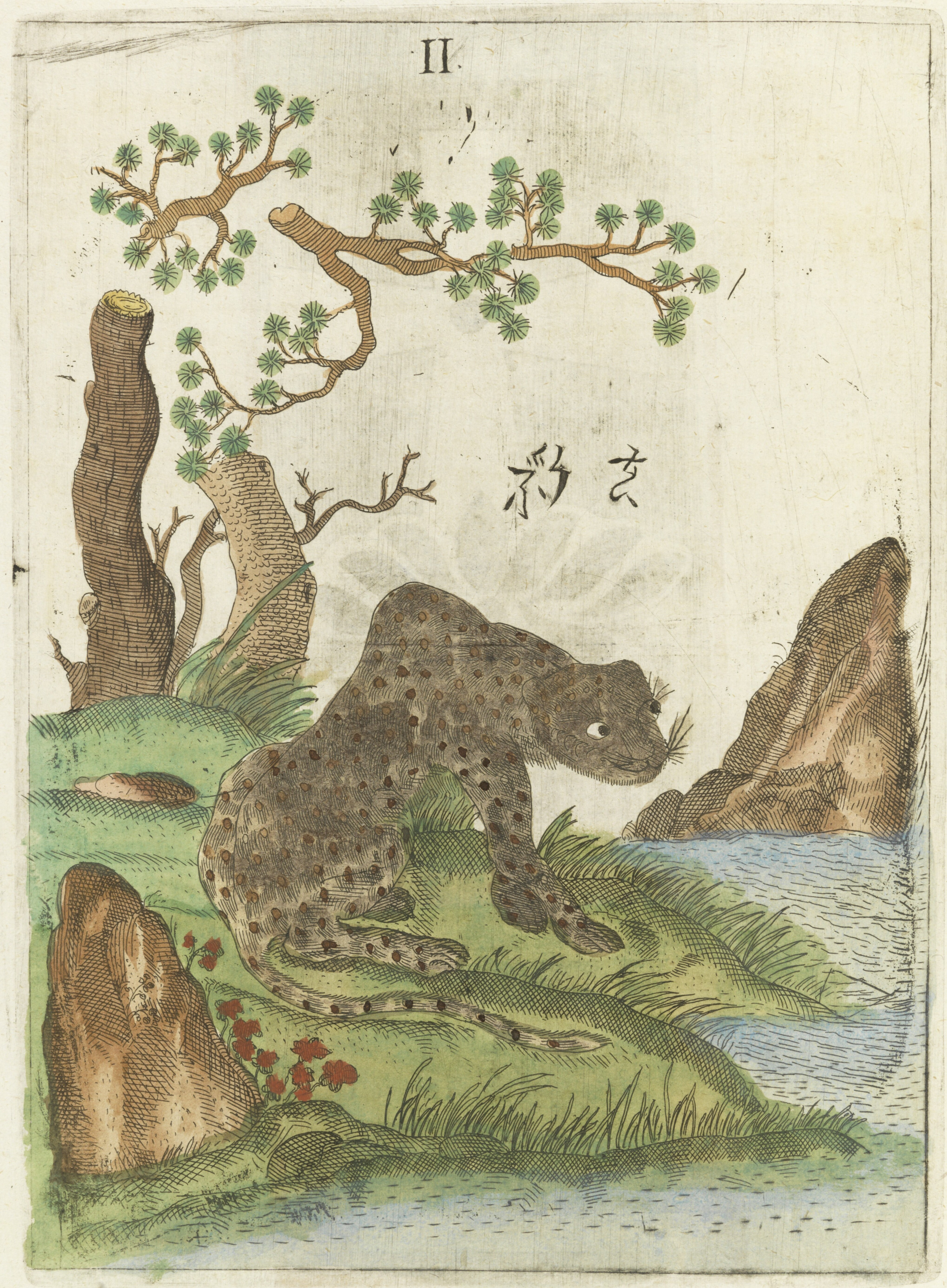
Illustrazione di una tigre tratta dal Flora Sinensis. Oltre alle immagini di vegetali, Boym riprodusse anche varie specie animali

Il 30 marzo 1656, Boym e Andreas salparono da Lisbona per fare ritorno in Cina. Arrivarono a Goa a metà del 1657.
Il lunghissimo viaggio di Boym fu inutile dal punto di vista diplomatico, perché i Ming avevano ormai praticamente perso contro i Qing, destinati a mantenere il potere fino al 1912. Lo stesso Yong-li era fuggito dalla Cina cercando riparo in Birmania.
A causa dell'ostilità dei portoghesi, Boym e Andreas dovettero proseguire nuovamente via terra, per una rotta non tracciata di cui si sa poco, se non che transitarono e si fermarono a Ayutthaya.
Arrivarono a Macao nel 1658, come raccontò Giovanni Filippo de Marini nell'opera Delle Missioni de' Padri della Compagnia di Giesu nella provincia del Giappone. Gli fu consigliato di non recarsi a Chang'an, poiché i Ming si erano arresi ai Qing, e questi ultimi avrebbero potuto non accogliere di buon grado il missionario. Così Boym, deluso ma prudente, ripiegò per il Tonchino. 
Salpò in direzione del Tonchino con un'imbarcazione guidata da un capitano olandese e un equipaggio di nativi. Durante il viaggio, sempre secondo i racconti di de Marini, ci furono molti imprevisti, e l'equipaggio diede la colpa di questi impedimenti alla presenza del gesuita. Essi inizialmente volevano gettare l'uomo in mare, successivamente si limitarono e "fatta ricerca di quanto portaua, gittarono a mare come cose superstitiose tutte le imagini, l'Olio Santo, e ciò che trouarono di cose simili".
Finalmente Boym arrivò in Tonchino a luglio, ma con suo dispiacere fu inviato nel Guangxi dal Padre Superiore del Tonchino.
Qui, stanco per i viaggi e indebolito dai disagi, si ammalò. Il superiore gli inviò tre giovani affinché lo curassero, insieme a quanto più denaro possibile, ma prima che i tre giunsero a destinazione, Boym morì, il 22 agosto 1659.
Secondo de Marini, Andreas, il giovane cinese che aveva accompagnato Boym a Roma, si occupò della sua sepoltura, posizionando sulla tomba una croce con un'iscrizione intagliata in pietra. Raccolti i manoscritti di Boym, Andreas tornò a Macao.
Nel 1662, l'imperatore Yong-li, Zhu Youlang, venne catturato e giustiziato dai Qing.